# Hednesford
Hednesford – miasto w Anglii, w hrabstwie Staffordshire, w dystrykcie Cannock Chase. Leży 14 km na południowy wschód od miasta Stafford i 186 km na północny zachód od Londynu. W 2001 miasto liczyło 16 598 mieszkańców.

## Hednesford Town F.C.
W 1880 w mieście został założony klub piłkarski Hednesford Town F.C. W latach 1995–2001 uczestniczył w rozgrywkach Conference National.